# (9979) 1994 VT
(9979) 1994 VT là một tiểu hành tinh vành đai chính. Nó bay quanh Mặt Trời theo chu kỳ 3.73 năm.
Được phát hiện ngày 3 tháng 11 năm 1994 bởi T. Kobayashi, Tên chỉ định của nó là 1994 VT.